# Flagellophora apelti
Flagellophora apelti is een worm uit de familie Ascopariidae, die behoort tot de stam Acoelomorpha. Een kenmerkende eigenschap van de worm is dat hij tweeslachtig is, maar geen gonaden heeft. In plaats daarvan plant hij zich voort door middel van gameten, die hij produceert uit mesenchym. Verder heeft de worm geen darmen. 
De worm leeft in zee, tussen sedimentair gesteente. Flagellophora apelti werd in 1978 voor het eerst wetenschappelijk beschreven door Faubel & Dorjes. 